# 茂汶淫羊藿
茂汶淫羊藿（学名：Epimedium platypetalum）为小檗科淫羊藿属下的一个种。

## 扩展阅读
- 維基物種上的相關：茂汶淫羊藿